# Port (Warenverkehr)

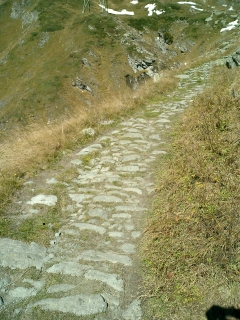
Historische Passstrasse an der Südseite des Septimerpasses

Als Port (abzuleiten nicht von lateinisch portare ‚tragen‘, sondern von portus gemäss der römisch-rechtlichen Definition als Warenumschlagplatz generell) bezeichnete man im Freistaat der Drei Bünde eine Transportgenossenschaft. Die Porten besorgten den Warenverkehr über die Bündner Alpenpässe.
Urkundlich sind Porten erstmals im 14. Jahrhundert nachgewiesen. Die Einteilung beruhte auf den damaligen Gerichtsgemeinden.

## Einteilung
An den Hauptverkehrsrouten durch Graubünden bestanden folgende Porten:
- An der Oberen Strasse über den Septimerpass
  - Lenz, bestehend aus Lantsch/Lenz und Churwalden
  - Tinzen, ursprünglich nur Tinizong, ab 1706 das gesamte Gericht Oberhalbstein
  - Stalla, bestehend aus Bivio und Marmorera
  - Bergell, umfasste die Dörfer des Sopraporta: Casaccia, Vicosoprano und Stampa

- An der Unteren Strasse über die Pässe Splügen und San Bernardino
  - Imboden, bestehend aus Bonaduz, Rhäzüns und Cazis
  - Thusis mit Masein
  - Schams
  - Rheinwald
  - Val San Giacomo, zuständig für die Südrampe des Splügen
  - Misox, bestehend aus Mesocco und Soazza, zuständig für die Südrampe des San Bernardino

- Im Engadin und Puschlav
  - Plaiv da Zuoz, bestehend aus Zuoz, La Punt Chamues-ch und Madulain, besorgte gemeinsam mit Bergün den Verkehr über den Albulapass
  - Plaiv d'immez mit Samedan, Celerina und Pontresina, zuständig für die Nordseite des Berninapasses
  - Plaiv sura, bestehend aus Sils und Silvaplana, zuständig für Julier- und Malojapass
  - Puschlav, zuständig für die Südseite des Berninapasses

Auch die Fuhrleute der Stadt Chur schlossen sich in einer Vereinigung zusammen.
Dagegen gab es im restlichen Graubünden, beispielsweise in der Surselva oder
in Davos, keine derartigen Korporationen.

## Aufgaben und Geschichte der Porten
In ihrem jeweiligen Gebiet besassen die Genossenschaften ein Monopol auf sämtliche Warentransporte, ausgenommen Eilgüter und Lebensmittel. In den Hauptorten und an den Grenzen der Verantwortungsbereiche bestanden Susten, wo die Waren abgeladen und den Fuhrleuten  der anschliessenden Port übergeben wurden. Die Frachttarife waren festgelegt. Eilgüter brachte man ohne Umladen direkt von Chur nach Chiavenna oder Bellinzona.
Entsprechend der Bedeutung der Oberen und Unteren Strasse als Fernverkehrsrouten besassen die dortigen Porten erheblichen politischen Einfluss und kümmerten sich auch um Strassenbau und -unterhalt. Um Streitigkeiten zu schlichten, bestand an der Unteren Strasse ein eigenes Portengericht, an der Oberen Strasse das Amt eines Portendirektors. Die Porten finanzierten sich aus der auf alle Transporte erhobenen Maut, dem Weggeld,
sowie aus Beiträgen der Mitglieder.
Nach der Gründung des Kantons Graubünden scheiterte 1808 der Versuch, eine neue Transitordnung einzuführen, am Widerstand der um ihre Vorrechte und Einkünfte fürchtenden Porten. Der Kanton liess ab 1818 die neuen Fahrstrassen über Splügen, San Bernardino und Julier erbauen und beanspruchte das Weggeld für deren Unterhalt. Mit der Transitordnung von 1834 wurden die Porten faktisch abgeschafft und ein freier Markt für das Speditionsgewerbe geschaffen.